# 奋进乡
奋进乡，是中华人民共和国吉林省长春市宽城区下辖的一个乡镇级行政单位。

## 行政区划
奋进乡下辖以下地区：
北郊社区、隆北村、一间村、隆西村、兴华村和太平村。